# Йонсен, Тейтур
Те́тур Ре́йнерт Йо́нсен (фар. Teitur Reinert Joensen, род. 10 ноября 1986) — фарерский футболист, полузащитник. В настоящее время выступает за «Скалу».

## Карьера
Йонсен выступает за «Скалу» с 2003 года. За 19 лет, проведённых в команде, сыграл за неё более 350 матчей. Единственный клуб Тейтура за всю карьеру.